# Rudka (powiat tomaszowski)
Rudka – kolonia w Polsce położona w województwie lubelskim, w powiecie tomaszowskim, w gminie Tyszowce.
W latach 1975–1998 miejscowość należała administracyjnie do województwa zamojskiego.
Kolonia jest sołectwem w gminie Tyszowce. Według Narodowego Spisu Powszechnego z roku 2011 kolonia liczyła 29 mieszkańców.